# 薩多韋 (赫爾松區)

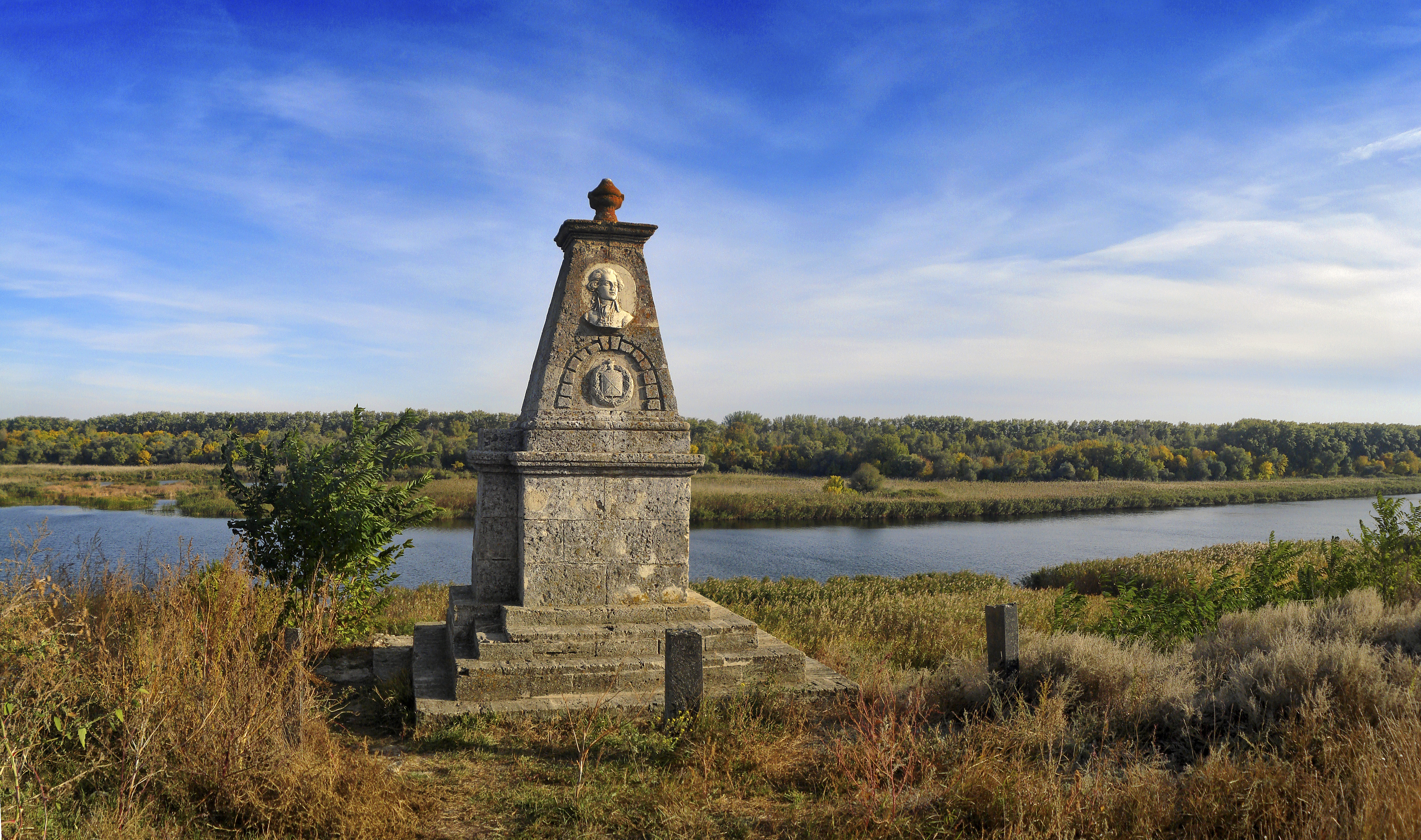
纪念碑

薩多韋（烏克蘭語：Садове），是烏克蘭南部赫爾松州赫尔松区赫尔松市镇内的村落。始建於1780年，面積1.84平方公里，海拔高度28米，2001年人口1,396，人口密度每平方公里759.5人。